# Folkhälsomyndigheten
Folkhälsomyndigheten (Fohm) är en svensk statlig myndighet som har ett nationellt ansvar för folkhälsofrågor. Myndigheten verkar för en god folkhälsa och arbetar för att befolkningen ska ha ett skydd mot smittsamma sjukdomar och andra hälsohot.
Myndigheten är från 1 oktober 2022 beredskapsmyndighet och ingår i beredskapssektorn hälsa, vård och omsorg.

## Verksamhet
Folkhälsomyndigheten har till uppgift att ta fram och sprida vetenskapligt grundad kunskap som främjar hälsa och förebygger sjukdomar och skador. Myndighetens prioriterade målgrupper är riksdag och regering, andra statliga myndigheter, regioner, landsting och kommuner, länsstyrelser samt olika intresseorganisationer. 
Folkhälsomyndigheten har det övergripande nationella ansvaret för befolkningens skydd mot smittsamma sjukdomar och samordnar smittskyddet på nationell nivå. Hit är en statsepidemiolog knuten. Drygt hälften av de omkring 500 anställda arbetar med att förebygga smittsamma sjukdomar, övriga med andra folkhälsofrågor.
Folkhälsomyndigheten medverkar aktivt i folkhälsoarbetet inom bland annat EU och Världshälsoorganisationen (WHO). Myndigheten är dessutom nationell kontaktpunkt för dessa organisationer, till exempel när det gäller skydd mot och hantering av internationella hot mot människors hälsa. En knapp majoritet av de anställda arbetar med smittsamma sjukdomar och smittskydd. I arbetet med smittsamma sjukdomar finns en statsepidemiolog.
Folkhälsomyndigheten ansvarar för det Nationella vaccinationsregistret (NVR).

## Nationella undersökningar av pågående infektion
Folkhälsomyndigheten har genomfört ett flertal nationella prevalensundersökningar av covid-19. I undersökningar avseende förekomsten av SARS-CoV-2 har utvalda individer, barn såväl som vuxna, fått erbjudande om att ta prov på sig själva i de övre luftvägarna. Därefter analyseras proverna på laboratorium för att undersöka om de innehåller arvsmassa från SARS-CoV-2, som är det virus som orsakar covid-19. I rapporterna finns detaljer kring genomförandet av undersökningarna, resultaten avseende förekomsten av covid-19 samt de symtom som personerna har rapporterat i samband med provtagningen.
Resultaten bidrar till att komplettera bilden från den provtagningen som genomförs i regionerna och används bland annat som underlag för de modelleringar av smittspridning som Folkhälsomyndigheten gör. Detta genomförs inom ramen för operation Gloria, som är en civil-militär smittskyddsoperation som leds av Folkhälsomyndigheten och stöds av Försvarsmakten.

## Uppdrag
Folkhälsomyndigheten verkar för likvärdiga förutsättningar för god hälsa genom att:
- följa befolkningens hälsoläge och analysera bakomliggande faktorer
- utvärdera folkhälsoinsatser
- främja hälsa
- förebygga sjukdomar
- stödja smittskyddsarbetet med epidemiologiska och mikrobiologiska analyser

## Historia
Folkhälsomyndigheten bildades 1 januari 2014 genom en sammanslagning av Smittskyddsinstitutet i Solna och Statens folkhälsoinstitut i Östersund. Samtidigt överfördes större delen av Socialstyrelsens arbete med miljöhälsa och miljö- och folkhälsorapportering. Den 1 juli 2015 tog Folkhälsomyndigheten över det samordnade ansvaret för smittskyddsområdet, vilket tidigare hanterats av Socialstyrelsen. Den nya myndigheten sysslar med både smittskydd och annat folkhälsoarbete, såsom rökning, kost, fysisk aktivitet och alkohol, på båda orterna.

## Generaldirektörer
- 2014–2021: Johan Carlson[8]
- 2021–2024: Karin Tegmark Wisell[9]
- 2024–: Olivia Wigzell[10]

## Säkerhetslaboratoriet
Folkhälsomyndigheten driver Nordens enda laboratorium med skyddsnivå 4 (BSL-4) och ett av få i Europa. Anläggningen används för diagnostik, forskning och beredskap mot högriskvirus som ebola, marburg, lassa och andra allvarliga smittor.
Laboratoriet är lokaliserat vid myndighetens huvudkontor i Solna och har varit i drift sedan 2001. Det består av två separata moduler med omfattande inneslutningsåtgärder, bland annat fysisk isolering, tryckskillnader, HEPA-filtrering och barriärer, för att säkerställa högsta möjliga säkerhet. Personalstyrkan består av cirka 20 specialutbildade medarbetare.
Anläggningen är i kontinuerlig drift, bemannad dygnet runt. Vid larm från vården kan analys påbörjas inom två timmar. Laboratoriet kan identifiera både kända och tidigare okända högriskvirus med metoder som PCR, fullständig genomsekvensering (inklusive NGS), virusisolering, serologisk analys och elektronmikroskopi. Verksamheten erbjuder även tjänster till andra nordiska och baltiska länder vid behov. De närliggande BSL-3-laboratorierna används vid differentialdiagnostik av exempelvis malaria, dengue, mjältbrand och liknande sjukdomar.

## Föregångare
- 1909–1993 Statens bakteriologiska laboratorium (SBL)
- 1985–1992 Aidsdelegationen
- 1992–2001 Folkhälsoinstitutet (FHI)
- 1993–2013 Smittskyddsinstitutet (SMI)
- 2001–2013 Statens folkhälsoinstitut

## Folkhälsomyndighetens uppgifter i krig
Folkhälsomyndigheten är en av Sveriges 60 beredskapsmyndigheter och ingår i sektorn för hälso- och sjukvård. Under krig och höjd beredskap ansvarar myndigheten för att samordna smittskyddet på nationell nivå och vidta åtgärder som skyddar befolkningen mot smittsamma sjukdomar och andra allvarliga hälsohot.
Folkhälsomyndigheten har även ansvar för att vidta de förberedelser som krävs inom vårt ansvarsområde vid höjd beredskap. Det innebär bland annat att utföra de uppgifter som är viktiga för samhället och vid krig även stödja Försvarsmakten med verksamhet inom myndighetens uppdrag. Folkhälsomyndigheten ska då ta initiativ till åtgärder som skyddar befolkningen mot smittsamma sjukdomar och andra allvarliga hälsohot.
Folkhälsomyndigheten har flera beredskapsfunktioner som kan kontaktas dygnet runt, året om av myndigheter, vården och media.
Folkhälsomyndigheten har en ständig beredskap för att snabbt hantera potentiella hälsohot. En Tjänsteman i beredskap (TiB) är tillgänglig dygnet runt för både nationella och internationella aktörer. TiB ansvarar för omvärldsbevakning och kan snabbt initiera åtgärder vid allvarliga händelser inom myndighetens ansvarsområden. Dygnet runt finns även tillgång till beredskapsdiagnostik, vilket möjliggör mikrobiologiska analyser av skadliga agens som kan hota vården eller samhällets strukturer, om inte särskilda smittskyddsåtgärder vidtas. För att säkerställa och samordna dessa analyser har myndigheten en Klinisk mikrobiolog i beredskap (KmiB), som ansvarar för att leda det mikrobiologiska beredskapsarbetet.
För att effektivt spåra och bekämpa infektionssjukdomar övervakar Folkhälsomyndigheten fler än 60 sjukdomar i enlighet med smittskyddslagen samt genom frivilliga anmälningar. Anmälda sjukdomsfall registreras och analyseras noggrant för att skapa en samlad bild av det epidemiologiska läget i landet. Rapporter från mikrobiologiska laboratorier och läkare om smittämnen och sjukdomsutbrott ger myndigheten viktig information om pågående eller potentiella hälsohot. Denna övervakning möjliggör tidig identifiering av smittkedjor, vilket gör det möjligt att snabbt bryta dem och begränsa smittspridning vid utbrott.